# لینکلن ولفنشتاین
 لینکلن ولفنشتاین (انگلیسی: Lincoln Wolfenstein؛ زاده ۱۰ فوریهٔ ۱۹۲۳) یک فیزیک‌دان اهل ایالات متحده آمریکا است.